# Strophaeus quillacinga
Espèce
Strophaeus quillacinga est une espèce d'araignées mygalomorphes de la famille des Barychelidae.

## Distribution
Cette espèce est endémique du département de Nariño en Colombie. Elle se rencontre vers Chachagüí et Consacá.

## Description
La femelle holotype mesure 22,39 mm.

## Systématique et taxinomie
Cette espèce a été décrite par Ríos-Tamayo en 2023.

## Étymologie
Cette espèce est nommée en l'honneur des Quillacinga. 

## Publication originale
- Ríos-Tamayo, 2023 : « A new species of the mygalomorph genus Strophaeus Ausserer, 1875 (Araneae: Barychelidae) from Colombia. » Arachnology, vol. 19, no 6, p. 881-884.